# بيرة خليل
بيرة خليل (بالإنجليزية: Pireh Khalil)‏ هي قرية تقع في أردبيل في إيران. يقدر عدد سكانها بـ 100 نسمة بحسب إحصاء 2016.